# حكايات الخضروات
حكايات الخضروات (بالإنجليزية: VeggieTales)‏ هي سلسلة رسوم متحركة أمريكية للأطفال من تأليف فيل فيشر؛ تضم شخصيات من الفواكه والخضروات مجسمة في قصص ومغامرات تتركز حول الموضوعات الأخلاقية المرتكزة على أساس المسيحية. الحلقات في كثير من الأحيان تعيد قصص الكتاب المقدس وتتضمن إشارات عديدة إلى ثقافة البوب.
تم تطوير السلسلة لتسعة مواسم وهي مملوكة من قبل دريم ووركس أنيميشن، شركة دريم للموسيقى الكلاسيكية. وتعرض العديد من القنوات وشبكات التلفزيون المسيحية مثل شبكة الثالوث للبث سلسلة حكايات الخضروات على قنواتها.

## مواقع خارجية
- حكايات الخضروات على موقع IMDb (الإنجليزية)
- حكايات الخضروات على موقع ميتاكريتيك (الإنجليزية)
- حكايات الخضروات على موقع أول موفي (الإنجليزية)
- حكايات الخضروات على موقع فيلمافينيتي (الإسبانية)
- حكايات الخضروات على موقع كينوبويسك (الروسية)
- حكايات الخضروات على موقع ميوزك برينز (الإنجليزية)
- حكايات الخضروات على موقع قاعدة بيانات الفيلم (الإنجليزية)

- الموقع الرسمي
- VeggieTales at CEGAnMo.com